# Paszport Polityki
Paszport Polityki (укр. Паспорт Політики) — щорічна польська культурна нагорода, яку з 1993 року вручає тижневик Polityka.
Нагорода вручається у шести основних категоріях: література, кіно, театр, класична музика, популярна музика, образотворче мистецтво (а до 2005 року також розваги). У 2002 році була додана сьома категорія — творець культури, а у 2016 році восьма — цифрова культура.
За заявою редакції, нагорода є відзнакою для митців, які демонструють найшвидший прогрес, вражають новими досягненнями, а їхня діяльність обіцяє успіх у майбутньому, тому вони заслуговують на увагу, підтримку та просування у світі. Назва нагороди символізує своєрідний «паспорт» до світового мистецтва. Зазвичай нагороду отримують відносно молоді митці, часто за видатні дебюти.

## Список лауреатів
| 2024 - Кіно: Сандра Джимальська, Якуб Ружилло, Каміла Тарабура - Театр: Gruba i Głupia (Патриція Кованська та Домініка Кнапік), Войцех Грудзинський, Катажина Мінковська - Література: Марта Германович, Юль Лискава, Йоанна Віленговська - Візуальне мистецтво: Моніка Дрожинська, Даніель Котовський, Аля Савашевич - Класична музика: Габріела Легун, Мацей Скшечковський, Антоній Врона - Популярна музика: Daria ze Śląska, Кася Лінс, Куба Венцек - Цифрова культура: Critical Hit Games, NAFO (North Atlantic Fella Organization), Яцек Нагловський - Паспорт читача: Сандра Джимальська - Творець культури: Марек Котерський 2023 - Література: Ґжеґож Богдан та Аґнєшка Пайончковська та Яцек Свідзінський - Кіно: Ніна Левандовська та Каміла Тарабура, Павел Маслона та Дорота Кобєля - Театр: Матеуш Пакула та Катажина Шинґера та Лукаш Тварковський - Візуальні мистецтва: Вероніка Гапченко та Марта Надолле та Патрик Ружицький - Класична музика: Дует Кароліна Миколайчик та Іво Єдинецький, Шемет Ярослав, Александра Слиж - Популярна музика: Ханья Рані, Furia, Адам Зелінський - Цифрова культура: Павло Козьмінський Роберт Латос (Криниця мистецтва) - Творець культури: Йозеф Хен - Паспорт читача: Адам Зелінський 2022 - Література: Гжегож Пйонтек - Кіно: Ян Голоубек - Театр: Якуб Скшивнек - Класична музика: Анна Сулковська-Мігонь - Популярна музика: 1988, або Пшемислав Янковяк - Образотворче мистецтво: Агата Словак - Цифрова культура: Анна та Якуб Гурницькі (Outriders) - Творець культури: Дорота Масловська, Ришард Позняковський, Вільгельм Сасналь 2021 - Література: Лукаш Барис - Кіно: Александра Терпінська - Театр: Домінік Стрихарський - Класична музика: Теонікі Ружинек - Популярна музика: Ральф Камінський - Образотворче мистецтво: Яна Шостак - Цифрова культура: Томаш Конрад Остафін - Творець культури: Кася Носовська 2020 - Література: Міра Марцінув - Кіно: Пйотр Домалевський - Театр: Театр 21 - Класична музика: Ання Карпович - Популярна музика: Siksa - Образотворче мистецтво: Малгожата Мірга-Тас - Цифрова культура: Марта Малиновська - Творець культури: Лех Янерка та Божена Янерка 2019 - Література: Домініка Словік - Кіно: Бартош Бєлєня - Театр: Вероніка Щавінська - Класична музика: Якуб Юзеф Орлінський - Популярна музика: Блажей Круль - Образотворче мистецтво: Вероніка Генсіцька - Цифрова культура: Давід Ціслк - Творець культури: Ольга Токарчук 2018 - Література: Малгожата Реймер - Кіно: Йоанна Куліг - Театр: Марта Гурницька - Класична музика: Александр Новак - Популярна музика: Давід Подсядло - Образотворче мистецтво: Діана Леонек - Цифрова культура: Пйотр Барщевський, Кшиштоф Цибульський, Кшиштоф Голінський, Якуб Кознєвський - Творець культури: Кристина Янда 2017 - Література: Марцін Віха - Кіно: Ягода Шельц - Театр: Міхал Борчух - Класична музика: Йоанна Фрешель - Популярна музика: Hańba! - Образотворче мистецтво: Норман Лето - Цифрова культура: Студія Bloober Team 2016 - Література: Наталія Фєдорчук-Цєслак - Кіно: Ян П. Матушицький - Театр: Анна Смоляр - Класична музика: Маржена Дякун - Популярна музика: Вацлав Зімпель - Образотворче мистецтво: Даніель Рихарський - Цифрова культура: Міхал Станішевський (Studio Plastic) - Творець культури: Ян Пташин Врублевський 2015 - Література: Лукаш Орбітовський - Кіно: Магнус фон Горн - Театр: Евеліна Марциняк - Класична музика: Марцін Сьвяцієвич - Популярна музика: Куба Зьолек - Образотворче мистецтво: Тимек Боровський - Творець культури: CD Projekt 2014 - Література: Зигмунт Мілошевський - Кіно: Ян Комаса - Театр: Радослав Рихцик - Класична музика: Квадрофонік - Популярна музика: Паблопаво - Образотворче мистецтво: Якуб Войнаровський - Творець культури: Агнєшка Голланд 2013 - Література: Зємовіт Щерек - Кіно: Давід Огороднік - Театр: Йоланта Яніцак і Віктор Рубін - Популярна музика: Марцін Масецький - Образотворче мистецтво: Анета Гжешиковська - Творець культури: Томаш Станько 2012 - Література: Щепан Твардох - Кіно: Марцін Дороцинський - Театр: Іван Вирипаєв - Класична музика: Магдалена Боянович і Мацей Фронцкевич - Популярна музика: Très.b - Образотворче мистецтво: Юліта Вуйцик - Творець культури: Кшиштоф Пендерецький та Ельжбета Пендерецька 2011 - Література: Міколай Лозінський - Кіно: Рафал Левандовський - Театр: Кшиштоф Гарбачевський - Класична музика: Александра Кульс - Популярна музика: Юлія Марцелл та Мацей Шайковський - Образотворче мистецтво: Ніколас Гросп’єр - Творець культури: Єжи Яроцький 2010 - Література: Ігнаци Карпович - Кіно: Павел Сала - Театр: Павел Демірський і Моніка Стшепка - Класична музика: Віолетта Ходович - Популярна музика: Маціо Моретті - Образотворче мистецтво: Войцех Бонковський | 2009 - Література: Пйотр Пазінський - Кіно: Борис Ланкос і Ксавери Жулавський - Театр: Сандра Коженяк - Класична музика: Барбара Висоцька - Популярна музика: L.U.C. - Образотворче мистецтво: Кароль Радзішевський - Творець культури: Павел Альтгамер 2008 - Література: Сильвія Хутнік - Кіно: Малгожата Шумовська - Театр: Павел Лисяк - Класична музика: Артур Руцінський - Популярна музика: Марія Пешек - Образотворче мистецтво: Мацей Курак - Творець культури: Кристіан Лупа 2007 - Література: Міхал Вітковський - Кіно: Лукаш Палковський - Театр: Міхал Задара - Класична музика: Лукаш Бобрович - Популярна музика: Кшиштоф Грабовський - Образотворче мистецтво: Йоанна Райковська - Творець культури: Анджей Вайда 2006 - Література: Яцек Денель - Кіно: Славомір Фабіцький - Театр: Мая Клечевська - Класична музика: Агата Шимчевська - Популярна музика: Fisz і Emade - Образотворче мистецтво: Grupa Twożywo - Творець культури: Марія Яніон 2005 - Література: Марек Крайєвський - Кіно: Пшемислав Войцешек - Театр: Ян Клата - Класична музика: Рафал Блехач - Образотворче мистецтво: Роберт Кусміровський - Розваги: Skalpel - Творець культури: Павел Дунін-Вонсович 2004 - Література: Славомір Шути - Кіно: Войтек Смажовський - Театр: Павел Шкотак - Класична музика: Агата Зубель - Образотворче мистецтво: Цезари Бодзяновський - Розваги: Лешек Можджер - Творець культури: Войцех Тшцінський 2003 - Література: Войцех Кучок - Кіно: Анджей Якімовський - Театр: Данута Стенка - Класична музика: Куба Якович - Образотворче мистецтво: Моніка Сосновська - Розваги: Анджей Смолік - Творець культури: Марек Жидович 2002 - Література: Дорота Масловська - Кіно: Пйотр Тшаскальський - Театр: Кшиштоф Варліковський - Класична музика: Домінік Полонський - Образотворче мистецтво: Марцін Мацєйовський - Розваги: Анна Марія Йопек - Творець культури: Роман Гутек 2001 - Література: Павел Гуелле - Кіно: Роберт Глінський - Класична музика: Маріуш Трелінський - Театр: Пйотр Цєплак - Образотворче мистецтво: Катажина Юзефович - Розваги: Агнєшка Хилінська 2000 - Література: Маржанна Богумілла Кєлар - Кіно: Мая Осташевська - Театр: Павел Міськевич - Класична музика: Станіслав Джевецький - Образотворче мистецтво: Домінік Лейман - Розваги: Ришард Тимон Тиманський 1999 - Література: Марек Бєньчик - Кіно: Кшиштоф Краузе - Театр: Агнєшка Глінська - Класична музика: Павел Микєтин - Образотворче мистецтво: Леон Тарасевич - Розваги: Myslovitz 1998 - Література: Єжи Пільх - Кіно: Дорота Кенджержавська - Театр: Гжегож Яжина - Класична музика: Рафал Квятковський - Образотворче мистецтво: Ярослав Модзелевський - Розваги: Казік Сташевський 1997 - Література: Анджей Сапковський - Кіно: Єжи Стур - Театр: Анна Августинович - Класична музика: Даріуш Парадовський - Образотворче мистецтво: Катажина Козира - Розваги: Kayah 1996 - Література: Ольга Токарчук - Кіно: Лукаш Косміцький - Театр: Кшиштоф Рау - Класична музика: Ольга Пасєчнік - Образотворче мистецтво: Зофія Кулік - Розваги: Гжегож Цєховський 1995 - Література: Стефан Хвін - Кіно: Марцель Лозінський - Театр: Йоланта Пташинська - Класична музика: Стефан Сутковський - Образотворче мистецтво: Мірослав Балка - Розваги: Войцех Ваглевський 1994 - Література: Марцін Свєтліцький (відмовився від нагороди) - Кіно: Ян Якуб Кольський - Театр: Кристина Мейснер - Класична музика: Пйотр Андершевський - Образотворче мистецтво: Ришард Гурецький - Розваги: Едита Бартошевич 1993 - Література: Теодор Парницький - Кіно: Яцек Блавут - Театр: Тадеуш Слободзянек - Класична музика: Станіслав Лещинський - Образотворче мистецтво: Стасис Ейдрігявічус - Розваги: Кася Носовська |